# Associazione Sportiva Bari 1983-1984
Questa voce raccoglie le informazioni riguardanti l'Associazione Sportiva Bari nelle competizioni ufficiali della stagione 1983-1984.

## Stagione
Fonti

### Precampionato e preliminari di Coppa Italia
Ritrovatosi dopo sei anni nuovamente in Serie C, a seguito della retrocessione nella stagione precedente, il Bari nell'estate del 1983 cambia presidente, con Antonio Matarrese che cede la carica al fratello Vincenzo, e direttore sportivo, con Carlo Regalia sostituito da Franco Janich. La panchina biancorossa viene affidata al milanese Bruno Bolchi, soprannominato Maciste per la sua imponente stazza e per il temperamento mite.

L'allenatore del Bari, Bruno Bolchi.

L'obiettivo della società è l'immediato ritorno in serie B. Si opera uno sfoltimento della rosa, vengono venduti diversi calciatori e acquistati, fra gli altri, il regista Totò Lopez, tornato al Bari dopo dieci anni, il difensore Cavasin, Paolo Conti, ex portiere della Roma e della Nazionale italiana, e l'attaccante Messina, andato più volte in doppia cifra nelle stagioni precedenti di Serie C1.
Il ritiro estivo ha luogo al Ciocco; la squadra non conduce un pre-campionato molto positivo.
Come di consueto, la disputa della Coppa Italia inizia nel precampionato. Nel girone preliminare 2, valido per il primo turno e composto da sei squadre di cui due di Serie A, due di serie cadetta e un'altra di C1, il Bari si piazza secondo a pari merito con la Juventus, passando con essa il turno dopo aver giocato 5 gare a turno secco senza subire sconfitte. Si fa menzione al pareggio 2-2 con gli stessi bianconeri allenati da Giovanni Trapattoni, dopo che il Bari è stato in vantaggio per 2-0 fino all 85º minuto, e allo 0-0 con la Lazio, gara disputata in modo accorto dai galletti, in cui Conti ha respinto diversi tiri in porta di Bruno Giordano.

### Dal girone di andata e ottavi di finale di Coppa Italia
I biancorossi concludono la prima metà del campionato in testa alla classifica con 24 punti, a tre lunghezze di distacco dal Taranto, conseguendo 9 vittorie, 6 pareggi e 2 sconfitte; una sconfitta è stata subita in casa in 15ª giornata, 0-2 a tavolino contro la Ternana, poi rimasta l'unica dell'intero campionato fra le mura amiche. Quest'incontro è finito 1-0 in favore del Bari, ma ad un quarto d'ora dalla fine della gara il capitano rossoverde Ratti, colpito da una lattina lanciata dalle gradinate, ha manifestato un malore, venendo pertanto sostituito. Tale fatto ha decretato la sanzione per la società pugliese, che ha sporto ricorso invano sostenendo che la lattina era vuota e il giocatore umbro avrebbe simulato il malore.
La coppia d'attacco Galluzzo-Messina ha totalizzato nella prima metà del campionato 13 reti; Galluzzo è rimasto infortunato per nove turni causa una frattura alla clavicola, subita nel tap-in del goal per il compagno Messina, nel derby con il Foggia (finito 2-0).
Tra seconda e terza giornata del girone di ritorno i biancorossi disputano il primo turno degli ottavi di finale di Coppa Italia, in casa della Juventus. Nella gara d'andata a Torino i galletti chiudono il gioco bianconero ed eseguono un controllo meticoloso in fase difensiva; vincono 1-2. Il primo goal, al 27º minuto, scaturisce da un passaggio sbagliato da Gentile, da cui Cavasin serve un passaggio a Messina, che va a segno con un rasoterra da limite area spiazzando il portiere juventino Tacconi; dopo il pareggio di Scirea al 65º minuto, nel primo minuto di recupero, allo scadere, il capitano Lopez scavalca Tacconi in uscita realizzando il 2-1 finale. Si tratta della prima partita vinta dal Bari in casa della Juventus.

Il centrocampista Antonio Elia Acerbis, tra i pluripresenti della stagione.

Nella partita di ritorno allo stadio della Vittoria di Bari, giocata davanti a un pubblico molto numeroso, i baresi conducono un gioco maggiormente difensivo e di rimessa, e vanno in vantaggio con un rigore di Messina. A un primo tempo equilibrato segue un secondo in cui le zebre aumentano la pressione e ribaltano il risultato con Platini e Tardelli (quest'ultimo con colpo di testa su cross), rispettivamente al 54º e 81º minuto. Al 90º Lopez, atterrato in area da Scirea, trasforma il rigore decretato e con il 2-2 finale elimina la Vecchia Signora.

### Dal girone di ritorno alle semifinali di Coppa Italia
Il Bari si conferma nel girone di ritorno, ricavando 7 vittorie, 7 pareggi e 3 sconfitte. La promozione matematica in Serie B è stata sancita nella penultima giornata, vinta 3-1 in casa sul Benevento; i galletti non hanno mai perso la testa della classifica e hanno totalizzato alla fine del torneo 45 punti, rimanendo tre lunghezze sopra il Taranto (anch'esso promosso in cadetteria). Del girone B, il Bari risulta la squadra meno battuta, con 5 sconfitte, e quella con il maggior numero di reti segnate, 40. Messina e Galluzzo hanno realizzato rispettivamente 12 e 11 reti, mentre il giovane difensore barese Giovanni Loseto, già fatto esordire nella stagione precedente dal tecnico Gigi Radice, è stato confermato titolare.
Quattro giorni dopo la fine del campionato di C1, ai quarti di finale di Coppa Italia i pugliesi eliminano, con un doppio 2-1 la Fiorentina; apprezzata l'eleganza del primo goal di Messina nella gara d'andata. In semifinale i baresi vengono sconfitti dal Verona di Osvaldo Bagnoli, per effetto di un 1-2 in casa e di un 3-1 in trasferta; nel turno di ritorno Bolchi ha schierato allo stadio Bentegodi di Verona una formazione d'emergenza, a causa dei diversi infortuni nell'11 titolare (gli scaligeri sono poi stati battuti in finale dalla Roma).

### Record e pareri della critica sportiva
Soprattutto per i risultati conseguiti in Coppa Italia la stagione 1983-1984 è fra le più ricordate della storia biancorossa. I galletti sono giunti in semifinale di Coppa Italia per la terza volta, ma nel 1984 sono stati i primi nella storia del Calcio italiano ad esservici giunti con una squadra di terza serie, battendo formazioni di Serie A, peraltro titolate e dotate quali Juventus e Fiorentina; la stampa, in primis quella sportiva, ha messo in risalto l'impresa compiuta dagli uomini di Bolchi. In Italia è rimasto un record ineguagliato fino al 2016, quando l'Alessandria di Lega Pro, la terza serie di quegli anni, è approdata in semifinale dopo aver battuto Palermo e Genoa, venendo poi anch'essa eliminata.

## Divise e sponsor
Fonti
Lo sponsor tecnico per la stagione 1983-1984 è adidas, mentre lo sponsor ufficiale è Man Trasporti.
Come prima divisa permane lo storico completo bianco. I risvolti delle maniche e del colletto sono rossi. Casacche e pantaloncini presentano delle sottili strisce rosse verticali e al centro la scritta in stampatello dello sponsor Man in rosso (con le lettere separate da rombi, pure rossi). Sui lati sia delle maglie che dei pantaloncini sono presenti le classiche 3 strisce della Adidas (rosse). In cima ai calzettoni vi sono due strisce orizzontali rosse.
Tradizione anche per la seconda divisa, un completo rosso. I risvolti delle maniche e del colletto sono bianchi. Casacche e pantaloncini presentano delle sottili strisce bianche verticali e al centro la scritta in stampatello dello sponsor Man in bianco (con le lettere separate da rombi, pure bianchi). Sui lati sia delle maglie che dei pantaloncini sono presenti le classiche 3 strisce della Adidas (bianche). In cima ai calzettoni vi sono due strisce orizzontali bianche.
È presente come divisa alternativa un ulteriore completo bianco. I risvolti delle maniche e del colletto sono rossi. Due piccole strisce rosse diagonali partono dal collo e si chiudono in corrispondenza della manica. Sui lati sia delle maglie che dei pantaloncini sono presenti le classiche 3 strisce della Adidas (rosse). In cima ai calzettoni vi sono due strisce orizzontali rosse.
| Casa | Trasferta | Alternativa |

## Organigramma societario
Fonti
Area direttiva
- Presidente: Vincenzo Matarrese

Area tecnica
- Direttore sportivo: Franco Janich
- Allenatore: Bruno Bolchi
- Allenatore in seconda: Biagio Catalano

Area sanitaria
- Medici sociali: dott. Sabino Lerario
- Massaggiatori: Domenico Amoruso, Lorenzo Ferrara

## Rosa
| N. |                   | Ruolo | Calciatore           |
| -- | ----------------- | ----- | -------------------- |
|    | Italia (bandiera) | P     | Giovanni Caffaro     |
|    | Italia (bandiera) | P     | Paolo Conti          |
|    | Italia (bandiera) | D     | Alberto Cavasin      |
|    | Italia (bandiera) | D     | Francesco Cuccovillo |
|    | Italia (bandiera) | D     | Giorgio De Trizio    |
|    | Italia (bandiera) | D     | Salvatore Guastella  |
|    | Italia (bandiera) | D     | Giovanni Loseto      |
|    | Italia (bandiera) | D     | Danilo Ronzani       |
|    | Italia (bandiera) | C     | Antonio Elia Acerbis |
|    | Italia (bandiera) | C     | Franco Baldini       |

| N. |                   | Ruolo | Calciatore               |
| -- | ----------------- | ----- | ------------------------ |
|    | Italia (bandiera) | C     | Luigi De Rosa            |
|    | Italia (bandiera) | C     | Antonio Lopez (capitano) |
|    | Italia (bandiera) | C     | Onofrio Loseto           |
|    | Italia (bandiera) | C     | Luciano Sola             |
|    | Italia (bandiera) | C     | Angelo Terracenere       |
|    | Italia (bandiera) | A     | Giuseppe De Martino      |
|    | Italia (bandiera) | A     | Claudio De Tommasi       |
|    | Italia (bandiera) | A     | Giuseppe Galluzzo        |
|    | Italia (bandiera) | A     | Gabriele Messina         |

## Calciomercato
Fonti

### Sessione estiva
| Acquisti | Acquisti            | Acquisti  | Acquisti   |
| R.       | Nome                | da        | Modalità   |
| -------- | ------------------- | --------- | ---------- |
| P        | Paolo Conti         | Sampdoria | definitivo |
| C        | Antonio Lopez       | Palermo   | definitivo |
| D        | Alberto Cavasin     | Catanzaro | definitivo |
| A        | Gabriele Messina    | Modena    | definitivo |
| A        | Giuseppe Galluzzo   | SPAL      | definitivo |
| D        | Salvatore Guastella | Spezia    | definitivo |

| Cessioni | Cessioni           | Cessioni       | Cessioni   |
| R.       | Nome               | a              | Modalità   |
| -------- | ------------------ | -------------- | ---------- |
| D        | Nicola Caricola    | Juventus       | definitivo |
| D        | Michele Armenise   | Pisa           | definitivo |
| C        | Carmelo Bagnato    | Lecce          | definitivo |
| C        | Valerio Majo       | Palermo        | definitivo |
| C        | Fabrizio Lucchi    | Prato          | definitivo |
| A        | Carlo Bresciani    | SPAL           | definitivo |
| P        | Bruno Fantini      | Prato          | definitivo |
| D        | Danilo Ronzani     | Sambenedettese | definitivo |
| A        | Emanuele Del Zotti | Spezia         | definitivo |
| A        | Luigi Boccasile    | Fidelis Andria | definitivo |
| C        | Luigi Nicassio     | Rimini         | definitivo |

### Sessione invernaledel mese di novembre
| Acquisti | Acquisti     | Acquisti | Acquisti   |
| R.       | Nome         | da       | Modalità   |
| -------- | ------------ | -------- | ---------- |
| C        | Luciano Sola | Reggiana | definitivo |

## Risultati

### Serie C1

#### Girone di andata
| Arbitro: | Vecchiatini (Bologna) |

|           |           |                          |
| Mazza 82’ | Marcatori | 31’ Messina 54’ Galluzzo |

| Arbitro: | Gabbrielli (Prato) |

|           |           |               |
| Lopez 18’ | Marcatori | 60’ Chiancone |

| Arbitro: | Frigerio (Milano) |

|                  |           |                          |
| Mauro 20’ (rig.) | Marcatori | 72’ Galluzzo 89’ Messina |

| Arbitro: | Pucci (Firenze) |

|                                |           |  |
| Acerbis 45’, 87’ De Trizio 70’ | Marcatori |  |

| Arbitro: | D'Innocenzo (Ciampino) |

|                  |           |                |
| Telesio 37’, 58’ | Marcatori | 60’ Cuccovillo |

| Arbitro: | Alvarez Ronchetti (Carpi) |

|              |           |  |
| Galluzzo 87’ | Marcatori |  |

| Reggio Calabria 30 ottobre 1983, ore 14,30 CET 7ª giornata | Messina                         | 0 – 0 referto | Bari | Stadio Comunale (15000 spett.)\| Arbitro: \| Wolmer Dell'Oca (Abbiategrasso) \| |
| Arbitro:                                                   | Wolmer Dell'Oca (Abbiategrasso) |               |      |                                                                                 |

| Arbitro: | Bin |

|                  |           |              |
| Galluzzo 2’, 64’ | Marcatori | 48’ Lombardi |

| Arbitro: | Creati (Acireale) |

|  |           |                               |
|  | Marcatori | 10’, 71’ Messina 59’ Galluzzo |

| Arbitro: | Gava (Conegliano) |

|                           |           |  |
| Messina 40’ Guastella 90’ | Marcatori |  |

| Arbitro: | Bruschini (Firenze) |

|             |           |  |
| Messina 17’ | Marcatori |  |

| Siena 4 dicembre 1983, ore 14,30 CET 12ª giornata | Siena             | 0 – 0 referto | Bari | Stadio Artemio Franchi - Montepaschi Arena (circa 6000 spett.)\| Arbitro: \| Tuveri (Cagliari) \| |
| Arbitro:                                          | Tuveri (Cagliari) |               |      |                                                                                                   |

| Arbitro: | Amendolia (Messina) |

|                            |           |           |
| Cuccovillo 50’ Acerbis 60’ | Marcatori | 86’ Rossi |

| Benevento 18 dicembre 1983, ore 14,30 CET 14ª giornata | Casertana    | 0 – 0 referto | Bari | Stadio Santa Colomba (circa 3000 spett.)\| Arbitro: \| Cassi (Pisa) \| |
| Arbitro:                                               | Cassi (Pisa) |               |      |                                                                        |

| Arbitro: | Alvarez Ronchetti (Carpi) |

|                    |           |  |
| Messina 43’ (rig.) | Marcatori |  |

| Benevento 15 gennaio 1984, ore 14,30 CET 16ª giornata | Benevento           | 0 – 0 referto | Bari | Stadio Santa Colomba (circa 6000 spett.)\| Arbitro: \| Bruschini (Firenze) \| |
| Arbitro:                                              | Bruschini (Firenze) |               |      |                                                                               |

| Arbitro: | Cornieti (Forlì) |

|             |           |            |
| Messina 70’ | Marcatori | 22’ Puzone |

#### Girone di ritorno
| Arbitro: | Dell'Oca |

|                |           |                     |
| De Martino 68’ | Marcatori | 11’ (rig.) Raffaele |

| Arbitro: | Albertini (Vigevano) |

|              |           |                              |
| Belluzzi 34’ | Marcatori | 19’ De Tommasi 80’ De Trizio |

| Arbitro: | Nicchi (Arezzo) |

|             |           |  |
| Galluzzo 5’ | Marcatori |  |

| Arbitro: | Tuveri (Cagliari) |

|                                |           |  |
| Cavasin 43’ (aut.) Coletta 73’ | Marcatori |  |

| Arbitro: | Frigerio (Milano) |

|                              |           |  |
| Galluzzo 5’, 22’ Messina 31’ | Marcatori |  |

| Arbitro: | Basile (Siracusa) |

|              |           |               |
| Sorbello 63’ | Marcatori | 57’ Guastella |

| Arbitro: | Fabricatore (Roma) |

|                  |           |  |
| Messina 53’, 75’ | Marcatori |  |

| Arbitro: | Gabbrielli (Prato) |

|             |           |  |
| Lombardi 3’ | Marcatori |  |

| Arbitro: | Di Cola (Avezzano) |

|              |           |  |
| Galluzzo 30’ | Marcatori |  |

| Arbitro: | D'Innocenzo (Ciampino) |

|  |           |               |
|  | Marcatori | 28’ O. Loseto |

| Arbitro: | Frigerio (Milano) |

|                          |           |              |
| Formoso 20’ Chimenti 25’ | Marcatori | 21’ Galluzzo |

| Arbitro: | Baroni |

|             |           |           |
| Messina 34’ | Marcatori | 28’ Surro |

| Francavilla al Mare 6 maggio 1984, ore 16,00 CEST 30ª giornata | Francavilla           | 0 – 0 referto | Bari | Stadio Valle Anzuca (circa 4000 spett.)\| Arbitro: \| Vecchiatini (Bologna) \| |
| Arbitro:                                                       | Vecchiatini (Bologna) |               |      |                                                                                |

| Bari 13 maggio 1984, ore 16,00 CEST 31ª giornata | Bari              | 0 – 0 referto | Casertana | Stadio della Vittoria (7983 spett.)\| Arbitro: \| Gava (Conegliano) \| |
| Arbitro:                                         | Gava (Conegliano) |               |           |                                                                        |

| Arbitro: | Ramacci (Latina) |

|                          |           |                           |
| Colantuono 43’ Raggi 60’ | Marcatori | 30’ (rig.) Lopez 62’ Sola |

| Arbitro: | Agnelli |

|                                        |           |           |
| Messina 30’ (rig.) De Tommasi 65’, 72’ | Marcatori | 38’ Rocca |

| Agrigento 3 giugno 1984, ore 16,00 CEST 34ª giornata | Akragas | 0 – 0 referto | Bari | Stadio Esseneto |

### Girone 2
| Taranto 21 agosto 1983, ore CEST Prima giornata | Taranto   | 0 – 1 referto | Bari | Stadio Erasmo Iacovone |
| \| \| \| \| \| \| Marcatori \| 85’ De Trizio \| |           |               |      |                        |
|                                                 |           |               |      |                        |
|                                                 | Marcatori | 85’ De Trizio |      |                        |

| Arbitro: | Agnolin (Bassano del Grappa) |

|                  |           |                         |
| Messina 29’, 48’ | Marcatori | 85’ Cabrini 90’ Platini |

| Perugia 28 agosto 1983, ore CEST Terza giornata | Perugia | 0 – 0 referto | Bari | Stadio Renato Curi |

| Bari 31 agosto 1983, ore CEST Quarta giornata | Bari            | 0 – 0 referto | Lazio | Stadio della Vittoria (19610 spett.)\| Arbitro: \| Facchin (Udine) \| |
| Arbitro:                                      | Facchin (Udine) |               |       |                                                                       |

| Bari 4 settembre 1983, ore 20,30 CEST Quinta giornata | Bari          | 0 – 0 referto | Catanzaro | Stadio della Vittoria (12709 spett.)\| Arbitro: \| Redini (Pisa) \| |
| Arbitro:                                              | Redini (Pisa) |               |           |                                                                     |

#### Ottavi di finale
| Arbitro: | Magni (Bergamo) |

|            |           |                       |
| Scirea 65’ | Marcatori | 27’ Messina 91’ Lopez |

| Arbitro: | Redini (Pisa) |

|                                     |           |                          |
| Messina 22’ (rig.) Lopez 90’ (rig.) | Marcatori | 54’ Platini 81’ Tardelli |

#### Quarti di finale
| Bari 7 giugno 1984, ore CEST Andata                                  | Bari      | 2 – 1 referto | Fiorentina | Stadio della Vittoria |
| \| \| \| \| \| Messina 4’ Galluzzo 85’ \| Marcatori \| 54’ Oriali \| |           |               |            |                       |
|                                                                      |           |               |            |                       |
| Messina 4’ Galluzzo 85’                                              | Marcatori | 54’ Oriali    |            |                       |

| Firenze 10 giugno 1984, ore CEST Ritorno                                   | Fiorentina | 1 – 2 referto             | Bari | Stadio Artemio Franchi |
| \| \| \| \| \| Passarella 16’ \| Marcatori \| 25’ Guastella 66’ Acerbis \| |            |                           |      |                        |
|                                                                            |            |                           |      |                        |
| Passarella 16’                                                             | Marcatori  | 25’ Guastella 66’ Acerbis |      |                        |

#### Semifinali
| Bari 13 giugno 1984, ore CEST Andata                                | Bari      | 1 – 2 referto        | Verona | Stadio della Vittoria |
| \| \| \| \| \| Galluzzo 63’ \| Marcatori \| 34’ Jordan 40’ Iorio \| |           |                      |        |                       |
|                                                                     |           |                      |        |                       |
| Galluzzo 63’                                                        | Marcatori | 34’ Jordan 40’ Iorio |        |                       |

| Verona 16 giugno 1984, ore CEST Ritorno                                      | Verona    | 3 – 1 referto | Bari | Stadio Marcantonio Bentegodi |
| \| \| \| \| \| Galderisi 38’, 68’ Volpati 57’ \| Marcatori \| 54’ Messina \| |           |               |      |                              |
|                                                                              |           |               |      |                              |
| Galderisi 38’, 68’ Volpati 57’                                               | Marcatori | 54’ Messina   |      |                              |

### Preliminari
| Casarano 9 novembre 1983, ore 14:30 CET Andata | Virtus Casarano | 0 – 0 referto | Bari | Stadio Giuseppe Capozza (circa 2700 spett.)\| Arbitro: \| Caprini \| |
| Arbitro:                                       | Caprini         |               |      |                                                                      |

| Arbitro: | De Luca |

|                            |           |                |
| De Rosa 55’ De Martino 76’ | Marcatori | 45’ Scarabelli |

#### Ottavi di finale
| Arbitro: | Scalcione |

|  |           |             |
|  | Marcatori | 27’ Formoso |

| Arbitro: | Cola |

|                                 |           |  |
| Fracas 15’, 18’ Carrer 60’, 77’ | Marcatori |  |

## Statistiche

### Statistiche di squadra
| Competizione         | Punti | In casa | In casa | In casa | In casa | In casa | In casa | In trasferta | In trasferta | In trasferta | In trasferta | In trasferta | In trasferta | Totale | Totale | Totale | Totale | Totale | Totale | DR  |
| Competizione         | Punti | G       | V       | N       | P       | Gf      | Gs      | G            | V            | N            | P            | Gf           | Gs           | G      | V      | N      | P      | Gf     | Gs     | DR  |
| -------------------- | ----- | ------- | ------- | ------- | ------- | ------- | ------- | ------------ | ------------ | ------------ | ------------ | ------------ | ------------ | ------ | ------ | ------ | ------ | ------ | ------ | --- |
| Serie C1             | 45    | 17      | 11      | 5       | 1       | 25      | 9       | 17           | 5            | 8            | 4            | 15           | 13           | 34     | 16     | 13     | 5      | 40     | 22     | +18 |
| Coppa Italia         | -     | 6       | 1       | 4       | 1       | 7       | 7       | 5            | 3            | 1            | 1            | 6            | 5            | 11     | 4      | 5      | 2      | 13     | 12     | +1  |
| Coppa Italia Serie C | -     | 2       | 1       | 0       | 1       | 2       | 2       | 2            | 0            | 1            | 1            | 0            | 4            | 4      | 1      | 1      | 2      | 2      | 6      | -4  |
| Totale               | -     | 25      | 13      | 9       | 3       | 34      | 18      | 24           | 8            | 10           | 6            | 21           | 22           | 49     | 21     | 19     | 9      | 55     | 40     | +15 |

### Statistiche dei giocatori
| Giocatore     | Serie C1 | Serie C1 | Serie C1    | Serie C1   | Coppa Italia | Coppa Italia | Coppa Italia | Coppa Italia | Totale   | Totale | Totale      | Totale     |
| Giocatore     | Presenze | Reti     | Ammonizioni | Espulsioni | Presenze     | Reti         | Ammonizioni  | Espulsioni   | Presenze | Reti   | Ammonizioni | Espulsioni |
| ------------- | -------- | -------- | ----------- | ---------- | ------------ | ------------ | ------------ | ------------ | -------- | ------ | ----------- | ---------- |
| A. E. Acerbis | 34       | 3        | 1           | 0          | ?            | 1            | 0            | 0            | 34+      | 4      | 1           | 0          |
| F. Baldini    | 18       | 0        | 0           | 0          | ?            | 0            | 0            | 0            | 18+      | 0      | 0           | 0          |
| G. Caffaro    | 1        | 0        | 0           | 0          | ?            | 0            | 0            | 0            | 1+       | 0      | 0           | 0          |
| A. Cavasin    | 34       | 0        | 1           | 0          | ?            | 0            | 1            | 0            | 34+      | 0      | 2           | 0          |
| F. Cuccovillo | 33       | 2        | 0           | 0          | ?            | 0            | 1            | 0            | 33+      | 2      | 1           | 0          |
| P. Conti      | 34       | -20      | 1           | 0          | ?            | ?            | 0            | 0            | 34+      | -20+   | 1           | 0          |
| G. De Martino | 10       | 1        | 0           | 0          | ?            | 1            | 1            | 0            | 10+      | 2      | 1           | 0          |
| L. De Rosa    | 18       | 0        | 0           | 0          | ?            | 1            | 0            | 0            | 18+      | 1      | 0           | 0          |
| C. De Tommasi | 24       | 3        | 0           | 0          | ?            | 0            | 0            | 0            | 24+      | 3      | 0           | 0          |
| G. De Trizio  | 34       | 2        | 0           | 0          | ?            | 1            | 2            | 0            | 34+      | 3      | 2           | 0          |
| S. Guastella  | 27       | 2        | 0           | 0          | ?            | 1            | 0            | 0            | 27+      | 3      | 0           | 0          |
| G. Galluzzo   | 24       | 11       | 1           | 0          | ?            | 2            | 1            | 0            | 24+      | 13     | 2           | 0          |
| A. Lopez      | 33       | 2        | 0           | 0          | ?            | 2            | 0            | 0            | 33+      | 4      | 0           | 0          |
| G. Loseto     | 34       | 0        | 2           | 0          | ?            | 0            | 0            | 0            | 34+      | 0      | 2           | 0          |
| O. Loseto     | 21       | 1        | 0           | 0          | ?            | 0            | 0            | 0            | 21+      | 1      | 0           | 0          |
| G. Messina    | 30       | 12       | 2           | 0          | ?            | 6            | 0            | 0            | 30+      | 18     | 2           | 0          |
| D. Ronzani    | 3        | 0        | 0           | 0          | ?            | 0            | 1            | 0            | 3+       | 0      | 1           | 0          |
| L. Sola       | 37       | 1        | 0           | 0          | ?            | 0            | 0            | 0            | 37+      | 1      | 0           | 0          |